# Milano-Sanremo 1949
La Milano-Sanremo 1949, quarantesima edizione della corsa, fu disputata il 19 marzo 1949, per un percorso totale di 290,5 km. Fu vinta dall'italiano Fausto Coppi, giunto al traguardo con il tempo di 7h22'25" alla media di 39,397 km/h davanti ai connazionali Vito Ortelli e Fiorenzo Magni.
I ciclisti che partirono da Milano furono 202; coloro che tagliarono il traguardo a Sanremo furono 118.

## Ordine d'arrivo (Top 10)
| Pos. | Corridore            | Squadra     | Tempo    |
| ---- | -------------------- | ----------- | -------- |
| 1    | Fausto Coppi         | Bianchi     | 7h22'25" |
| 2    | Vito Ortelli         | Atala       | a 4'17"  |
| 3    | Fiorenzo Magni       | Wilier-Tr.  | s.t.     |
| 4    | Italo De Zan         | Atala       | s.t.     |
| 5    | Vincenzo Rossello    | Legnano     | s.t.     |
| 6    | Edouard Fachleitner  | France Sp.  | s.t.     |
| 7    | Fermo Camellini      | Elvish      | s.t.     |
| 8    | Ernest Sterckx       | Ganna-Ursus | a 5'46"  |
| 9    | Maurice Desimpelaere | Ganna-Ursus | s.t.     |
| 10   | Silvio Pedroni       | Fréjus      | a 5'50"  |